# Metacnemis angusta
Metacnemis angusta là một loài chuồn chuồn kim thuộc họ Platycnemididae. Đây là loài đặc hữu của Nam Phi. Môi trường sống tự nhiên của chúng là sông ngòi. Chúng hiện đang bị đe dọa vì mất môi trường sống.